# Бахлайта
Бахлайта (рос. Бахлайта) — улус Кіжингинського району, Бурятії Росії. Входить до складу Сільського поселення Кіжингинський сомон.
Населення — 85 осіб (2015 рік).